# BSAT-4b廣播衛星
BSAT-4b，為日本一枚仍在使用的廣播衛星，由廣播衛星系統公司持有，於2020年升空。與三年前升空的BSAT-4a一樣，此衛星均為4K8K電視廣播而設。目前，此衛星定位於東經110°E的上空，與另外四枚衛星一同透過Ku波段，轉播日本各數碼衛星電視頻道。

## 概況
BSAT-4系列衛星（包括此衛星及BSAT-4a）均由美國SSL公司製造，並採用該公司研製的SSL 1300衛星平台，其尺寸為5.1米 × 2.7米 × 3.1米。
而在有效載荷方面，此廣播衛星設有24個轉發器，與BSAT-4a相同。而在其他裝置方面，BSAT-4b兩側各有一組三塊的太陽能板、兩枚總輸出達102Ah的鋰電池，並在底部裝有姿態控制引擎，其推力最高達490N。

## 历史
繼BSAT-4a廣播衛星於2017年升空後，廣播衛星系統公司再於翌年3月28日下訂一枚規格相同的新廣播衛星，並於同年4月委託亞利安空間公司發射。
2020年7月1日，BSAT-4b衛星送抵圭亞那太空中心，並於8月15日與MEV-2及Galaxy 30通訊衛星，由亞利安5 ECA VA-253運載火箭搭載升空。